# Agua de alibour

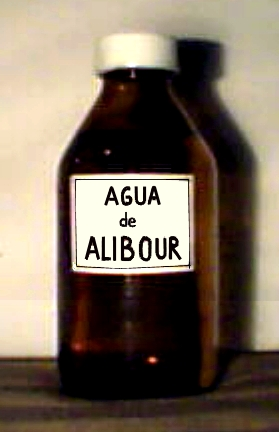
Envase de "Agua de alibour".

El agua de alibour, también conocida como agua d’Alibour, es un producto farmacológico líquido, de color azul claro transparente, con un sutil olor a alcanfor.

## Componentes[1]
Cada gramo contiene: 
- sulfato de cobre CuSO4: 177,0 mg
- sulfato de zinc ZnSO4: 19,5 mg
- alcanfor: 26,5 mg.

Fórmula patrón en 100 mL
- Sulfato de cobre pentahidrato 0,1 g
- Sulfato de zinc heptahidrato 0,4 g
- Alcanfor racémico
- Excipientes:*  0,1 g
- Etanol 96 %
- Agua purificada c.s.p. 100,0 mL

## Indicaciones
Se la emplea en el tratamiento de:
- impétigo
- eczemas
- dermatitis
- dermatosis exudativas
- dermatitis leve
- lesiones infectadas de la piel

## Aplicación
Al exterior, sobre la piel, generalmente diluida y sobre la zona afectada. En algunos casos se la puede aplicar pura.

## Vida útil
Manteniéndola a una temperatura que no supere los 30 °C, su vida útil es aproximadamente de 12 a 18 meses con la preservación adecuada.

## Envasado
Es necesario que el envase sea opaco, para mejor conservación del producto y menor exposición a la luz (vidro ámbar)

## Medidas preventivas
En su utilización y guarda hay que ser cauteloso, ya que en casos de ingestión accidental puede causar problemas neurológicos, como también problemas gastrointestinales de gravedad. Por ello, debe estar muy bien individualizado el frasco donde se encuentra envasado el producto, y debe mantenerse fuera del alcance de los niños y de personas poco prudentes.